# 查尔斯·巴顿
查尔斯·巴顿（Charles Barton；1902年5月25日—1981年12月5日）是美国的一名电影和歌舞杂耍表演演员和电影导演，1933年获得奥斯卡最佳助理导演。巴顿与女演员、歌手朱莉·吉布森于1973年结婚，直到他1981年心脏病发作去世。